# Ушата конходерма
Ушатите конходерми (Conchoderma auritum) са вид ракообразни от семейство Lepadidae.
Таксонът е описан за пръв път от Карл Линей през 1758 година.